# 정부인 영광정씨묘 출토유물
정부인 영광정씨묘 출토유물은 대한민국 경기도 화성시 향남읍 구문천리에 있다. 2007년 12월 20일 화성시의 향토문화재 제19호로 지정되었다가, 2019년 10월 23일 향토문화재(유형) 제12호로 변경 재분류되었다.

## 개요
이 유물은 조선시대 문신 신면(?~1467)의 아내 영광 정씨 무덤에서 출토된 유물들로 지석함, 구슬 등이다.